# Vojenský hřbitov (Štěrboholy)
Vojenský hřbitov u Štěrbohol se nacházel v Praze v městské části Štěrboholy na severovýchodním okraji obce.

## Historie
Po skončení bitvy u Štěrbohol, ke které došlo dne 6. května roku 1757, bylo napočítáno na 32 tisíc mrtvých vojáků. Mezi padlými byl i královský pruský polní maršál Kurt von Schwerin (1684–1757). Padlí vojáci zde byli pohřbeni, tělo polního maršálka Schwerina bylo nabalzamováno a převezeno do Berlína.

### Pomníky
Na místě bitvy byl postaven dřevěný sloup s pamětní deskou. Roku 1824 dal správce michelského statku Ondřej Schurch vystavět na místě tohoto sloupu kamenný pomník. Další pomník, tentokrát litinový zde byl postaven roku 1839 z příkazu pruského krále Friedricha Wilhelma III. Tento nový pomník byl vystavěn na pahorku navršeném za kamenným pomníkem.
Terasa byla vyvýšená s nárožními jehlany. Litinový pylon byl 3,5 metru vysoký a měl bohatou klasicistní výzdobu; válečné symboly v mělkém reliéfu s akroterii na vrcholové desce. Pod vítězným věncem na přední straně byla zobrazena pruská orlice. Před terasou se nacházel komolý jehlan vyzděný z kvádrů. Na něm spočíval mohutný kubus z tmavého mramoru. Mramor byl zdoben smutečními festony pod vyzlaceným železným křížem, na přední straně se nacházel maršálův portrét.
Roku 1905–1906 byly na zdejší vojenský hřbitov převezeny ostatky a pomníky ze zrušených vojenských hřbitovů na Hradčanech a v Karlíně. Jednalo se o 30 důstojníků a vojáků, kteří padli roku 1813 a 1866 ve válkách. Zřejmě sem byl z Hradčan převezen náhrobek šlechtice, podplukovníka „Miesitscheka von Wischkau“ (tj. Měsíčkové z Výškova) a potomka  pobělohorských exulantů, který zemřel v roce 1866 při pruském obléhání Prahy.
Hřbitov byl v majetku pruské vlády. Ta platila vojenského invalidu, který se o hřbitov staral. Pozemek na půdorysu dělového kříže byl obehnán vodním příkopem a domek strážce stál vedle něj. V předsíni domku byla zavěšena stará malba s vyobrazením mrtvého maršála Kurta von Schwerina, nad kterým stojí pruský král Friedrich II. Veliký. Strážný se staral nejen o hřbitov, ale i o návštěvníky, kterým podával historický výklad a nechával je podepisovat do pamětní knihy. Tu tvořilo několik svazků, první svazek pocházel z roku 1838. Byli zde podepsáni významní lidé, například říšský president německé republiky Hindenburg (podpis z roku 1866 – byl v bitvě u Hradce Králové poraněn a přijel do Prahy, poté si prohlédl štěrboholské bojiště a pomník), velitel maďarské revoluční armády generál Görgey (podpis z roku 1841), skotský spisovatel Thomas Carlyle (1858), major Upton (1858) nebo francouzský generál Boulanger (1890). Ze známých osobností se zde podepsali také sochař Josef Myslbek a malíř Mikuláš Aleš. Pamětní kniha se nedochovala.

### 20. století
V letech 1939–1945 byl hřbitov využíván německou armádou jako posádkový. Na bráně byla tabule s říšskou orlicí a hákovým křížem a nápis STANDORF FRIEDHOF. Byli zde pohřbíváni příslušníci zbraní SS, kteří zemřeli v pražských nemocnicích. Seznam pohřbených příslušníků zbraní SS byl sestavován průběžně a nebyl úplný, za rok 1945 zde byla pohřbena necelá stovka vojáků, většinou ze školních a záložních útvarů z Benešovska a příčinou úmrtí byly nemoci, nikoli zranění z bojů.  Němci zde pořádali oslavy a vzpomínkové tryzny, a to každého 15. března v den výročí okupace zbytku ČSR, kdy na hřbitově probíhal slavnostní ceremoniál a „tryzna za padlé hrdiny“ a každého 6. května v den výročí bitvy u Štěrbohol. Hřbitov a tamní oslavy se staly součástí protektorávní nacistické propagandy. Po skončení války byl hřbitov včetně pomníků zcela zlikvidován, likvidace započala již za pražského povstání. Roku 2007 byl v den výročí bitvy odhalen nový pomník připomínající padlé rakouské a pruské vojáky v bitvě u Štěrbohol 6. 5.1757.